# Crist Velat
El Crist Velat (en italià: Cristo Velato) és una escultura de marbre realitzada per Giuseppe Sanmartino que es conserva a la capella Sansevero de Nàpols, a Itàlia.
L'escultura, que fa 50×80×180 cm, va ser realitzada en 1753. És considerada una de les obres mestres de l'escultura mundial i ha tingut entre els seus admiradors a Antonio Canova que, després d'haver intentat comprar-la en va, es va declarar disposat a donar deu anys de la seva vida per tal de ser capaç de realitzar aquesta obra mestra.

## Història i descripció
El contracte per a executar el Crist Velat se li va confiar primerament a l'escultor Antonio Corradini, però va morir poc temps després i només va tenir temps per a realitzar una petita aproximació de terracota conservada actualment al Museu Nacional de Sant Martino.
La tasca va passar llavors a Giuseppe Sanmartino, qui va rebre l'encàrrec de realitzar «una estàtua en marbre esculpit, de grandària natural, que representi el nostre Senyor Jesucrist mort, cobert d'un sudari transparent tallat en el mateix bloc que l'estàtua».
Sanmartino va treballar llavors sobre un Crist mort, ficat al llit i recobert d'un vel que s'adhereix a la forma del seu cos. El mestratge de l'escultor napolità resideix a ser capaç de transmetre els sofriments que Crist havia viscut durant els moments posteriors a la crucifixió a través de la composició del vel, sota el qual es poden veure marques sobre la cara i el cos, fruit del martiri patit.
Al peu de l'escultura, finalment, l'artista esculpeix les eines del martiri, les anomenades Arma Christi: la corona d'espines, els grillons i els claus.

## Llegenda del vel

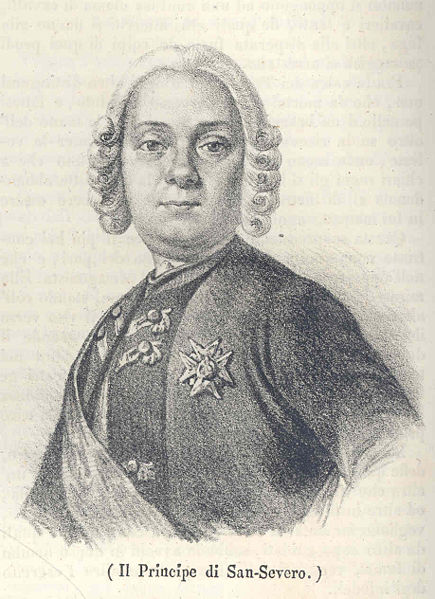
Raimondo di Sangro

L'acabat del vel ha originat una llegenda segons la qual la persona que va encarregar originalment l'escultura, el cèlebre científic, alquimista i príncep Raimondo di Sangro, havia ensenyat a Giuseppe Sanmartino el mètode de calcificació que permet transformar la tela en marbre cristal·lí. Durant prop de tres segles, de fet, nombrosos visitants de la capella, impressionats per la magnífica mortalla esculpida, pensaven que aquesta era el resultat d'una petrificació alquímica efectuada per di Sangro i que l'obra seria una estàtua ficada al llit sota un veritable vel que s'hauria transformat en marbre amb el temps per un procés alquímic.
De fet, una anàlisi minuciosa no deixa cap dubte sobre que el treball es va realitzar totalment en marbre, cosa que resulta confirmada també per diverses cartes de l'època. La recepció del pagament a Sanmartino el 16 de desembre de 1752, signada pel príncep i conservada en l'Arxiu Històric del Banc de Nàpols, estipula: «i pagareu en el meu nom els cinquanta ducats citats anteriorment al Magnífic Giuseppe Sanmartino per l'estàtua del nostre Senyor mort, cobert d'un vel igualment en marbre».
El mateix di Sangro, en certes cartes, descriu la mortalla com quelcom fabricat a partir del mateix bloc que l'estàtua.